# Guiorgui Kizilashvili
Guiorgui Kizilashvili (en georgiano: გიორგი ყიზილაშვილი, 14 de marzo de 1983) es un deportista georgiano que compitió en judo. Ganó una medalla de plata en el Campeonato Europeo de Judo de 2004, en la categoría abierta.

## Palmarés internacional
| Campeonato Europeo | Campeonato Europeo | Campeonato Europeo | Campeonato Europeo |
| Año                | Lugar              | Medalla            | Categoría          |
| ------------------ | ------------------ | ------------------ | ------------------ |
| 2004               | Budapest (Hungría) | Medalla de plata   | Abierta            |